# 474

474(사백칠십사)는 473보다 크고 475보다 작은 자연수다.

## 수학
- 합성수로, 그 약수는 1, 2, 3, 6, 79, 158, 237, 474다. 진약수의 합은 486이므로, 474는 과잉수다.
  - 제곱 인수가 없는 25번째 과잉수다. 이 성질을 지닌 앞의 수는 462, 다음 수는 498이다. (OEIS의 수열 A087248)
- 58번째 쐐기수다. 앞의 쐐기수는 470, 다음 쐐기수는 483이다.
- 37번째 불가촉수다. 앞의 불가촉수는 472, 다음은 498이다.
- 12번째 구각수다. 앞의 구각수는 396, 다음 구각수는 559다.
- 회문수다.
- 자릿수 제곱합이 제곱수인 48번째 자연수다. 이 성질을 지닌 앞의 수는 447, 다음 수는 481이다. (OEIS의 수열 A175396)
  - {\displaystyle 4^{2}+7^{2}+4^{2}=16+49+16=81=9^{2}}
- {\displaystyle 474=43+47+53+59+61+67+71+73}
  - 연속하는 소수(素數) 8개의 합으로 나타낼 수 있으며, 이 성질을 지닌 앞의 수는 442, 다음 수는 510이다.
- {\displaystyle 55^{3}-1}은 474로 나누어떨어진다.

## 과학
- NGC 474(영어판): 물고기자리 방향에 있는 타원은하.

## 교통
- 일본 474번 국도: 현재 산엔난신 자동차도(일본어판)로 지정되어 있다.
- 현도 제474호선

## 문화유산
- 대한민국의 보물 제474호: 함양 벽송사 삼층석탑
- 대한민국의 사적 제474호: 공주 정지산 유적

## 기타
- 연도: 474년, 기원전 474년
- 474 노스 레이크 쇼어 드라이브(영어판): 미국 일리노이주 시카고에 있는 주거용 건물.